# بريجيت غريمستاد
بريجيت غريمستاد (بالنرويجية البوكمول: Birgitte Grimstad)‏ هي مغنية وملحنة نرويجية، ولدت في 15 ديسمبر 1935.